# Hadrangis
Hadrangis es una sección del género Angraecum perteneciente a la familia de las orquídeas.
Contiene  un número indeterminado de especies originarias de Madagascar, Mascareñas y África continental.  Se caracterizan por tener cortas inflorescencias de flores con textura gruesa.

## Especies seleccionadas
Tiene un número indeterminado de especies:
- Angraecum bracteosum Balf.f. &  S.Moore
- Angraecum cadetii Bosser
- Angraecum striatum Thou.